# Preemptive Strike
Albums de DJ Shadow
Endtroducing.....
(1996) The Private Press
(2002)
Preemptive Strike est une compilation de DJ Shadow, sortie le 13 janvier 1998.
Cet album est une rétrospective comprenant l'ensemble des singles que DJ Shadow a produit sur le label Mo'Wax entre 1991 et 1997.
Initialement, Preemptive Strike comportait un CD bonus exclusif, un megamix effectué par DJ Q-Bert qui reprenait des morceaux composés par Shadow. Par la suite le Camel Bobsled Race (DJ Shadow Megamix) a fait l'objet d'une sortie distincte.
Les sorties vinyle ont vu la suppression des interludes Strike 1, Strike 2 et Strike 3, ne changeant rien de plus.
Deux titres bonus ont été ajoutés sur l'édition limitée japonaise pressée à 2000 exemplaires chez Toy's Factory (Number Song (Cut Chemist Remix) et Depeche Mode - Painkiller (Kill The Pain Mix)). Ce pressage est valorisé par un emballage complètement différent et on peut lire dans les crédits un hommage à la mémoire de Paul Ballenger.
Preemptive Strike s'est classé 1er au Heatseekers et 118e au Billboard 200.

## Liste des titres
| No  | Titre                                  | Contient un (des) sample(s) de | Durée |
| --- | -------------------------------------- | --- | ----- |
| 1.  | Strike 1                               | | 0:26  |
| 2.  | In/Flux                                | Listen des Watts Prophets Part-e,s des Watts Prophets Energy d'Earth, Wind and Fire Bad Tune d'Earth, Wind and Fire Footprints de A Tribe Called Quest Number One de Jimmy Smith Carry On Brother d'Eddie Harris Turbulence d'Eddie Harris Never Can Say Goodbye de David T. Walker Howling For Judy de Jeremy Steig Twinkles de Chase Good Old Music de Funkadelic Discovery d'Alan Ross Swing Low Sweet Cadillac de Dizzy Gillespie Music Man d'Abel New York City: The Bitter End de Franklin Ajaye Chippin de Melvin Van Peebles The Loud Minority de Frank Foster De System de Mutabaruka Social Narcotics de Bama The Village Poet Souled Out de James Wesley Jackson | 12:12 |
| 3.  | Hindsight                              | The Landlord d'Al Kooper We Live in Brooklyn Baby de Roy Ayers He's a Superstar de Roy Ayers Mahdi (The Expected One) de Tower of Power Barnes Shoots Elias de la bande originale du film Platoon, par l'Orchestre Symphonique de Vancouver Hot Rock Soundtrack de Quincy Jones Extraits du film Star Wars, épisode IV : Un nouvel espoir | 6:52  |
| 4.  | Strike 2                               | | 0:15  |
| 5.  | What Does Your Soul Look Like (Part 2) | Edge of Time de The Growing Concern War of the Gods de Billy Paul Girl on the Moon de Foreigner Shelly's Blues de Drum Session Webb of Jim Collage des Mystic Moods The Yard Went on Forever de Richard Harris Extraits du film Brainstorm Extraits du film Johnny s'en va-t-en guerre Extraits et effets sonores du film THX 1138 | 13:51 |
| 6.  | What Does Your Soul Look Like (Part 3) | Twin City Prayer de Hollins and Starr It's a New Day des Skull Snaps Extraits du film Au-delà du réel | 5:12  |
| 7.  | What Does Your Soul Look Like (Part 4) | The Vision and the Voice Part 1 - The Vision de Flying Island Extraits du film Calme blanc | 7:12  |
| 8.  | What Does Your Soul Look Like (Part 1) | The Voice Of The Saxophone des Heath Brothers All Our Love de Shawn Phillips Edge Of Time de The Growing Concern Extraits du film Au-delà du réel | 6:21  |
| 9.  | Strike 3 (And I'm Out)                 | | 0:26  |
| 10. | High Noon                              | The Answer Is No de Giant Crab Flashing de Jimi Hendrix Day Tripper de Jimi Hendrix Airborne de Michael Garrison | 3:57  |
| 11. | Organ Donor (Extended Overhaul)        | Tears de Giorgio Judy Goes on Holiday de Supersister Change le Beat de B-Side et Fab Five Freddy | 4:26  |

| 12. | Number Song (Cut Chemist Remix)                             | 5:10 |
| 13. | Painkiller (Kill The Pain Mix) (DJ Shadow Vs. Depeche Mode) | 6:32 |